# Черку (Јаши)
Черку (рум. Cercu) насеље је у Румунији у округу Јаши у општини Барнова. Oпштина се налази на надморској висини од 106 m.

## Становништво
Према подацима из 2002. године у насељу је живело 446 становника, од којих су сви румунске националности.